# Supersport-300-Weltmeisterschaft
Die Supersport-300-Weltmeisterschaft ist eine Rennsportklasse für seriennahe Motorräder. Die erste Saison wurde 2017 unter dem Dach der FIM offiziell als Weltmeisterschaft ausgetragen. Die Rennen finden im Rahmen der Superbike-Weltmeisterschaft statt. Obwohl die Serie als Weltmeisterschaft gilt, fand lediglich ein Rennen auf einer nichteuropäischen Rennstrecke statt.
2025 soll die letzte Saison für die Klasse werden; als Ersatz soll die Sportbike-Weltmeisterschaft mit Motorrädern wie der Yamaha YZF-R7 folgen.

## Vorschriften und Regeln
Die Klasse wurde als Einsteigerklasse für die Superbike-Weltmeisterschaft geschaffen. Es sollen junge Talente gefunden und gefördert werden. Das Mindestalter für die Teilnahme beträgt 15 Jahre.
Zugelassen sind Motorräder der EU-Führerscheinklasse A2, die in Europa käuflich zu erwerben sind. Im Einzelnen sind dies:
- Honda mit der CBR 500 R
- Kawasaki zunächst mit der Ninja 300; ab 2018 mit der Ninja 400
- KTM mit der RC 390
- Yamaha mit der YZF-R3

Da diese Motorräder unterschiedliche Konzepte verfolgen, unterliegen sie diversen Beschränkungen, um die Chancengleichheit zu gewährleisten.
| Motorrad           | Mindestgewicht 1 | Testdrehzahl 2 | Max. Drehzahl |
| ------------------ | ---------------- | -------------- | ------------- |
| Honda CBR 500 R    | 150 kg           | 5000/min       | 10.500/min    |
| Kawasaki Ninja 400 | 140 kg           | 6500/min       | 13.000/min    |
| KTM RC 390         | 136 kg           | 5500/min       | 10.500/min    |
| Yamaha YZF-R3      | 140 kg           | 7500/min       | 13.000/min    |

1 Inklusive aller Flüssigkeiten.

2 Die Testdrehzahl gibt an, bei welcher Drehzahl das maximal zulässige Geräuschlimit von 107 dB/A gemessen wird.
- Pro Rennen darf jeder Fahrer maximal zwei Sätze Trockenreifen oder einen Satz Regenreifen verwenden.
- Die Anzahl der Motoren ist nicht limitiert.
- Die Motoren müssen im Großen und Ganzen der homologierten Version entsprechen.

- Bezüglich der ECU gibt es drei Möglichkeiten:
  - Es kann die homologierte Version ohne irgendwelche Veränderungen verwendet werden.
  - Es kann die homologierte Version mit einem externen, von der FIM abgenommenen, Einspritzmodul verwendet werden.
  - Es kann eine ECU der FIM, das sogenannte World SSP 300 Kit, verwendet werden.
- Folgende Bauteile können entfernt werden:
  - Bauteile, die hauptsächlich wegen Emission verbaut sind. Zum Beispiel die Lambdasonde.
  - Tachometer
  - Kettenschutz, solange er keine Einheit mit der hinteren Radabdeckung bildet.
- Folgende Bauteile müssen entfernt werden:
  - Katalysator
  - Vordere und hintere Lichteinheit sowie die Blinklichter.
  - Rückspiegel
  - Hupe
  - Kennzeichen-Halter
  - Bord-Werkzeug
  - Helm- und Gepäck-Haken
  - Sozius-Fußrasten und Soziushaltegriffe
  - Seiten- und/oder Hauptständer
- Folgende Bauteile müssen verbaut werden (Falls nicht schon vorhanden):
  - Ein roter, funktionierender Notausschalter
  - Die Ölablassschraube muss gesichert werden.
  - Eventuelle Entlüftungs- oder Überlaufleitungen müssen über entsprechende Auffangvorrichtungen verfügen.
  - Falls nicht vorhanden, muss eine Öldruckwarnleuchte installiert werden.

## Supersport-300-Weltmeister
| Jahr | Fahrertitel     | Motorrad           | Herstellertitel |
| ---- | --------------- | ------------------ | --------------- |
| 2017 | Marc García     | Yamaha YZF-R3      | Yamaha          |
| 2018 | Ana Carrasco    | Kawasaki Ninja 400 | Kawasaki        |
| 2019 | Manuel González | Kawasaki Ninja 400 | Kawasaki        |
| 2020 | Jeffrey Buis    | Kawasaki Ninja 400 | Kawasaki        |
| 2021 | Adrián Huertas  | Kawasaki Ninja 400 | Kawasaki        |
| 2022 | Álvaro Díaz     | Yamaha YZF-R3      | Yamaha          |
| 2023 | Jeffrey Buis    | Kawasaki Ninja 400 | Kawasaki        |
| 2024 | Aldi Mahendra   | Yamaha YZF-R3      | Kawasaki        |

## Rekorde

### Rekorde nach Fahrern
Fahrer, die in der Saison 2025 bei einem Team unter Vertrag stehen, sind grün hinterlegt.

#### Weltmeister-Titel
| Platz | Fahrer          | Titel | Jahre      |
| ----- | --------------- | ----- | ---------- |
| 1     | Jeffrey Buis    | 2     | 2020, 2023 |
| 2     | Marc García     | 1     | 2017       |
|       | Ana Carrasco    | 1     | 2018       |
|       | Manuel González | 1     | 2019       |
|       | Adrián Huertas  | 1     | 2021       |
|       | Álvaro Díaz     | 1     | 2022       |
|       | Aldi Mahendra   | 1     | 2024       |

#### Siege
| Platz | Fahrer            | Siege |
| ----- | ----------------- | ----- |
| 1     | Jeffrey Buis      | 13    |
| 2     | Ana Carrasco      | 7     |
|       | Marc García       | 7     |
|       | Mirko Gennai      | 7     |
| 5     | Scott Deroue      | 6     |
|       | Adrián Huertas    | 6     |
| 7     | Victor Steeman    | 5     |
| 8     | Bahattin Sofuoğlu | 4     |
| 9     | Manuel González   | 3     |
|       | Mika Pérez        | 3     |
|       | Tom Booth-Amos    | 3     |
|       | Matteo Vannucci   | 3     |
|       | Loris Veneman     | 3     |
|       | Iñigo Iglesias    | 3     |

#### Pole-Positions
Die Pole-Position aus der Superpole zählt den Samstagslauf. Am Sonntag machen die neun schnellsten Rennrunden des Samstages die Startaufstellung aus, wobei die schnellste jedoch nicht als Pole-Position gewertet wird.
| Platz | Fahrer                | Poles |
| ----- | --------------------- | ----- |
| 1     | Victor Steeman        | 6     |
| 2     | Mika Pérez            | 5     |
| 3     | Alfonso Coppola       | 3     |
|       | Galang Hendra Pratama | 3     |
|       | Manuel González       | 3     |
|       | Scott Deroue          | 3     |
|       | Ana Carrasco          | 3     |
|       | Adrián Huertas        | 3     |
|       | Dirk Geiger           | 3     |
|       | Loris Veneman         | 3     |

#### Schnellste Rennrunden
| Platz | Fahrer           | SR |
| ----- | ---------------- | -- |
| 1     | Ana Carrasco     | 12 |
| 2     | Mirko Gennai     | 6  |
| 3     | Samuel Di Sora   | 5  |
| 4     | Mika Pérez       | 4  |
|       | Koen Meuffels    | 4  |
|       | Jeffrey Buis     | 4  |
|       | Fenton Seabright | 4  |
|       | Aldi Mahendra    | 4  |
| 9     | Marc García      | 3  |
|       | Matteo Vannucci  | 3  |
|       | Victor Steeman   | 3  |
|       | Marc García      | 3  |

#### WM-Punkte
| Platz | Fahrer            | Punkte |
| ----- | ----------------- | ------ |
| 1     | Jeffrey Buis      | 759    |
| 2     | Marc García       | 601    |
| 3     | Samuel Di Sora    | 527    |
| 4     | Mirko Gennai      | 512    |
| 5     | Scott Deroue      | 509    |
| 6     | Ana Carrasco      | 420    |
| 7     | Iñigo Iglesias    | 373    |
| 8     | Yuta Okaya        | 359    |
| 9     | Hugo De Cancellis | 357    |
| 10    | Álvaro Díaz       | 331    |
|       | Victor Steeman    | 331    |

#### Podestplätze
| Platz | Fahrer          | Podien |
| ----- | --------------- | ------ |
| 1     | Jeffrey Buis    | 22     |
| 2     | Scott Deroue    | 20     |
| 3     | Marc García     | 16     |
| 4     | Samuel Di Sora  | 14     |
|       | Mirko Gennai    | 14     |
| 6     | Tom Booth-Amos  | 13     |
| 7     | Ana Carrasco    | 12     |
|       | Álvaro Díaz     | 12     |
| 9     | Mika Pérez      | 10     |
| 10    | Manuel González | 9      |
|       | Aldi Mahendra   | 9      |
|       | Iñigo Iglesias  | 9      |

#### Starts
Gezählt werden alle Rennen, an denen der betreffende Fahrer tatsächlich teilgenommen hat. Ist er zum Beispiel in der Einführungsrunde (also vor dem eigentlichen Start des Rennens) ausgefallen, wird dies nicht als Renn-Teilnahme gewertet. Als gestartet gilt jedoch, wer mindestens den ersten Startversuch des Rennens aufgenommen hat.
Seit 2020 finden pro Wochenende zwei Rennen statt.
| Platz | Fahrer            | GP |
| ----- | ----------------- | -- |
| 1     | Kevin Sabatucci   | 87 |
| 2     | Mirko Gennai      | 80 |
| 3     | Samuel Di Sora    | 77 |
| 4     | Marc García       | 76 |
| 5     | Jeffrey Buis      | 74 |
| 6     | Marco Gaggi       | 66 |
| 7     | Bruno Ieraci      | 65 |
| 8     | Ruben Bijman      | 61 |
| 9     | Iñigo Iglesias    | 56 |
| 10    | Hugo De Cancellis | 55 |

#### Siege in einer Saison
| Platz | Fahrer            | Siege | Jahr/e (Saisonrennen) |
| ----- | ----------------- | ----- | --------------------- |
| 1     | Adrián Huertas    | 6     | 2021 (16)             |
| 2     | Jeffrey Buis      | 4     | 2020 (14), 2023 (16)  |
|       | Victor Steeman    | 4     | 2022 (16)             |
| 4     | Manuel González   | 3     | 2019 (8)              |
|       | Jeffrey Buis      | 3     | 2021 (16)             |
|       | Marc García       | 3     | 2022 (16)             |
|       | Mirko Gennai      | 3     | 2023 (16), 2024 (16)  |
|       | Iñigo Iglesias    | 3     | 2024 (16)             |
| 10    | Scott Deroue      | 2     | 2017 (9), 2019 (9)    |
|       | Mika Pérez        | 2     | 2017 (9)              |
|       | Marc García       | 2     | 2017 (9)              |
|       | Ana Carrasco      | 2     | 2018 (8), 2019 (9)    |
|       | Bahattin Sofuoğlu | 2     | 2020 (14), 2021 (16)  |
|       | Tom Booth-Amos    | 2     | 2021 (16)             |
|       | Matteo Vannucci   | 2     | 2022 (16)             |
|       | Petr Svoboda      | 2     | 2023 (16)             |
|       | Bruno Ieraci      | 2     | 2023 (16)             |
|       | Loris Veneman     | 2     | 2024 (16)             |

#### Pole-Positions in einer Saison
| Platz | Fahrer                   | Poles | Jahr/e (Veranstaltungen) |
| ----- | ------------------------ | ----- | ------------------------ |
| 1     | Alfonso Coppola          | 3     | 2017 (9)                 |
|       | Manuel González          | 3     | 2019 (9)                 |
|       | Adrián Huertas           | 3     | 2021 (16)                |
|       | Victor Steeman           | 3     | 2022 (16)                |
|       | Loris Veneman            | 3     | 2024 (16)                |
| 5     | Mika Pérez               | 2     | 2017 (9), 2018 (8)       |
|       | Ana Carrasco             | 2     | 2018 (8)                 |
|       | Galang Hendra Pratama    | 2     | 2018 (9)                 |
|       | Tom Booth-Amos           | 2     | 2020 (14)                |
|       | Victor Steeman           | 2     | 2021 (14)                |
|       | Dirk Geiger              | 2     | 2023 (16)                |
|       | José Luis Pérez González | 2     | 2023 (16)                |

#### Schnellste Rennrunden in einer Saison
| Platz | Fahrer                | SR | Jahr/e (Saisonrennen) |
| ----- | --------------------- | -- | --------------------- |
| 1     | Ana Carrasco          | 4  | 2018 (8), 2020 (14)   |
|       | Fenton Seabright      | 4  | 2023 (16)             |
| 4     | Mika Pérez            | 3  | 2017 (9)              |
|       | Matteo Vannucci       | 3  | 2022 (16)             |
|       | Victor Steeman        | 3  | 2022 (16)             |
|       | Samuel di Sora        | 3  | 2022 (16)             |
|       | Mirko Gennai          | 3  | 2024 (16)             |
| 9     | Galang Hendra Pratama | 2  | 2019 (9)              |
|       | Ana Carrasco          | 2  | 2018 (8), 2021 (16)   |
|       | Samuel di Sora        | 2  | 2020 (14)             |
|       | Jeffrey Buis          | 2  | 2020 (14)             |
|       | Meikon Kawakami       | 2  | 2021 (16)             |
|       | Tom Booth-Amos        | 2  | 2021 (16)             |
|       | Aldi Mahendra         | 2  | 2023 (16), 2024 (16)  |
|       | Julio Garcia González | 2  | 2024 (16)             |

#### Weitere Rekorde
| Rekord                                                 | Details                                | Fahrer |
| WELTMEISTERSCHAFTEN                                    | WELTMEISTERSCHAFTEN                    | WELTMEISTERSCHAFTEN |
| ------------------------------------------------------ | -------------------------------------- | --- |
| Schnellste WM-Entscheidung                             | nach 7 von 8 Rennen (87,5 %)           | Manuel González (2019) |
| Größter Punkte-Vorsprung des Weltmeisters              | 79 Punkte                              | Álvaro Díaz auf Victor Steeman (2022) |
| Kleinster Punkte-Vorsprung des Weltmeisters            | 1 Punkt                                | Marc García auf Alfonso Coppola (2017) Ana Carrasco auf Mika Pérez (2018)                                                                                           |
| Der jüngste Weltmeister                                | mit 17 Jahren und 83 Tagen             | Manuel González (2019) |
| Der älteste Weltmeister                                | mit 21 Jahren und 278 Tagen            | Jeffrey Buis (2023) |
| SIEGE                                                  |                                        | |
| Die beste Sieg-Quote                                   | 25 % (1 Sieg in 4 Rennen)              | Beñat Fernández |
| Der jüngste Rennsieger                                 | mit 16 Jahren und 114 Tagen            | Unai Orradre, Jerez 2020 (Rennen 1) |
| Der älteste Rennsieger                                 | mit 26 Jahren und 31 Tagen             | Koen Meuffels, Estoril 2020 (Rennen 2) |
| Die meisten Starts bis zum ersten Sieg                 | 49                                     | Bruno Ieraci |
| STARTPLÄTZE                                            |                                        | |
| Jüngster Fahrer auf der Pole-Position                  | mit 16 Jahren und 246 Tagen            | Manuel González, Aragón 2019 |
| Ältester Fahrer auf der Pole-Position                  | mit 24 Jahren und 205 Tagen            | Tom Booth-Amos, Magny-Cours 2020 |
| SCHNELLSTE RENNRUNDEN                                  |                                        | |
| Jüngster Fahrer, der die schnellste Rennrunde fuhr     | mit 15 Jahren und 151 Tagen            | Dean Berta Viñales, Barcelona 2021 (Rennen 1) |
| Der älteste Fahrer, der die schnellste Rennrunde fuhr  | mit 26 Jahren und 280 Tagen            | Koen Meuffels, Assen 2021 (Rennen 2) |
| PODESTPLÄTZE                                           |                                        | |
| Die beste Podest-Quote                                 | 51,28 % (20 Podestplätze in 39 Rennen) | Scott Deroue |
| Die beste Podest-Quote in einer Saison                 | 7 in 9 Rennen (77,78 %)                | Alfonso Coppola (2017) |
| Die meisten Podestplatzierungen in einer Saison        | 11 in 16 Rennen (68,75 %)              | Álvaro Díaz (2022) |
| Die meisten Podestplatzierungen ohne Sieg              | 5                                      | Humberto Maier |
| Die meisten zweiten Plätze                             | 9                                      | Scott Deroue |
| Die meisten dritten Plätze                             | 5                                      | Scott Deroue Samuel Di Sora Jeffrey Buis |
| Jüngster Fahrer auf dem Podium                         | mit 15 Jahren und 338 Tagen            | Manuel González, Misano 2018 |
| Ältester Fahrer auf dem Podium                         | mit 26 Jahren und 279 Tagen            | Koen Meuffels, Assen 2021 (Rennen 1) |
| PUNKTERÄNGE                                            |                                        | |
| Die meisten Punkteplatzierungen in einer Saison        | 16 in 16 Rennen                        | José Luis Pérez González (2023) Aldi Mahendra (2024) |
| Die meisten GP-Teilnahmen, ohne WM-Punkte zu erzielen  | 20                                     | Filip Novotný |
| ZIELANKÜNFTE                                           |                                        | |
| Die meisten Zielankünfte in einer Saison               | 16 in 16 Rennen                        | Alessandro Zanca (2021) Álvaro Díaz Marc García Yeray Saiz (2022) José Luis Pérez González Dirk Geiger Ioannis Peristeras (2023) Aldi Mahendra Loris Veneman (2024) |
| Die meisten Zielankünfte ununterbrochen seit dem Debüt | 30                                     | Ioannis Peristeras (2022—2023) |
| RENN-TEILNAHMEN                                        |                                        | |
| Die meisten Saisonteilnahmen                           | 8                                      | Kevin Sabatucci (2018–2025) |
| Die meisten Rennteilnahmen ohne Sieg                   | 66                                     | Marco Gaggi (beste Platzierung: 2) |
| Die meisten Rennteilnahmen ohne Podestplatz            | 61                                     | Ruben Bijman (beste Platzierung: 5) |

### Rekorde nach Konstrukteuren
In der Saison 2025 in der Supersport-300-WM aktive Konstrukteure sind grün hinterlegt.

#### Konstrukteurs-Weltmeistertitel
| Platz | Konstrukteur | Titel | Jahre                |
| ----- | ------------ | ----- | -------------------- |
| 1     | Kawasaki     | 6     | 2018–2021, 2023–2024 |
| 2     | Yamaha       | 2     | 2017, 2022           |

#### Siege
| Platz | Konstrukteur | Siege |
| ----- | ------------ | ----- |
| 1     | Kawasaki     | 66    |
| 2     | Yamaha       | 27    |
| 3     | KTM          | 7     |
| 4     | Honda        | 2     |
| 5     | Kove         | 1     |

### Rekorde nach Nationen

#### Weltmeistertitel
| Platz | Nation      | Titel | Jahre                |
| ----- | ----------- | ----- | -------------------- |
| 1     | Spanien     | 5     | 2017–2019, 2021–2022 |
| 2     | Niederlande | 2     | 2020, 2023           |
| 3     | Indonesien  | 1     | 2024                 |

#### Siege
| Platz | Nation         | Siege |
| ----- | -------------- | ----- |
| 1     | Spanien        | 38    |
| 2     | Niederlande    | 29    |
| 3     | Italien        | 15    |
| 4     | Türkei         | 4     |
|       | Deutschland    | 4     |
|       | Indonesien     | 4     |
| 7     | Frankreich     | 3     |
|       | Großbritannien | 3     |
| 9     | Japan          | 2     |
|       | Tschechien     | 2     |

#### Pole-Positions
| Platz | Nation         | Siege |
| ----- | -------------- | ----- |
| 1     | Spanien        | 22    |
| 2     | Niederlande    | 14    |
| 3     | Italien        | 7     |
| 4     | Indonesien     | 4     |
| 5     | Brasilien      | 3     |
|       | Deutschland    | 3     |
|       | Großbritannien | 3     |
| 8     | Türkei         | 2     |
|       | Japan          | 2     |
|       | Australien     | 2     |

#### Schnellste Rennrunden
| Platz | Nation                 | Siege |
| ----- | ---------------------- | ----- |
| 1     | Spanien                | 34    |
| 2     | Italien                | 18    |
| 3     | Niederlande            | 16    |
| 4     | Frankreich             | 7     |
|       | Indonesien             | 7     |
| 6     | Vereinigtes Königreich | 6     |
| 7     | Brasilien              | 3     |
| 8     | Deutschland            | 2     |
| 9     | Südafrika              | 1     |
|       | Türkei                 | 1     |
|       | Ukraine                | 1     |
|       | Uruguay                | 1     |
|       | Japan                  | 1     |
|       | Australien             | 1     |

#### Podestplätze
| Platz | Fahrer         | Podien |
| ----- | -------------- | ------ |
| 1     | Spanien        | 97     |
| 2     | Niederlande    | 62     |
| 3     | Italien        | 37     |
| 4     | Frankreich     | 24     |
| 5     | Großbritannien | 13     |
|       | Indonesien     | 13     |
| 7     | Deutschland    | 12     |
| 8     | Japan          | 9      |
| 9     | Türkei         | 8      |
| 10    | Brasilien      | 6      |